# داکا-۸
داکا-۸ (به لاتین: Dhaka-8) یک منطقهٔ مسکونی در بنگلادش است که در ناحیه داکا واقع شده‌است.